# شیطانکی‌ها
شیطانکی‌ها (نام علمی: Acianthella) نام یک سرده از subtribe ارکیده‌های شیطانکی است.